# اصغر صالح اصفهانی
اصغر صالح اصفهانی دریادار سپاه پاسداران انقلاب اسلامی است، که هم‌اکنون فرماندهی قرارگاه اقتصاد مقاومتی و همکاری‌های ملی و فراملی ستاد کل نیروهای مسلح را برعهده دارد، همچنین مدرس و عضو هیئت علمی دانشگاه عالی دفاع ملی است.
وی فعالیت نظامی را در خلال جنگ ایران و عراق در سپاه پاسداران آغاز کرد و مراتب فرماندهی را در نیروی دریایی سپاه پاسداران طی نمود.
صالح اصفهانی تا سال ۱۳۸۶ مدیرعامل بنیاد تعاون سپاه پاسداران بود، در فاصله سال‌های ۱۳۸۹ تا ۱۳۹۹ برای مدت یک دهه به‌عنوان معاون طرح و برنامه و بودجه ستاد کل نیروهای مسلح فعالیت می‌کرد و از ۱۳۹۹ فرمانده قرارگاه اقتصاد مقاومتی و همکاری‌های ملی و فراملی ستاد کل نیروهای مسلح است.